# Noetik
Noetik ist ein Begriff der neuzeitlichen Philosophie. Er wird in der philosophischen Fachsprache unterschiedlich verwendet. Nach der gängigsten Verwendung bezeichnet er die Phänomenologie (Lehre von den Erscheinungen) der Vernunft.
Das Wort ist von dem altgriechischen Adjektiv νοητική noētikḗ („das Denken, Begreifen betreffend“) abgeleitet. Lateinisch spricht man von der noetica (scientia), der noetischen Wissenschaft. Das zugehörige Substantiv Nous bezeichnet die Fähigkeit, etwas geistig zu erfassen, und die Instanz im Menschen, die für das Erkennen und Denken zuständig ist.
Im frühen 17. Jahrhundert verstand man unter Noetik den ersten der drei Teile der Logik, die Lehre vom Terminus (Begriff); die anderen Teile sind die Lehre vom Satz oder Urteil und die vom Schluss. Diese Definition der Noetik wurde in Handbüchern der Logik verbreitet. Der Philosoph Johann Heinrich Alsted bestimmte 1614 den Terminus, das Thema und das Axiom als die noetischen Instrumente.
Im 19. Jahrhundert wurden neue Begriffsbestimmungen eingeführt. Der Logiker William Hamilton bezeichnete den Teil der Logik, der sich mit den vier fundamentalen Denkgesetzen beschäftigt, als Noetik. Dabei handelt es sich um den Satz vom Widerspruch, den Satz der Identität, den Satz vom ausgeschlossenen Dritten und den Satz vom zureichenden Grund. Ernst Ferdinand Friedrich veröffentlichte 1864 seine Schrift Beiträge zur Förderung der Logik, Noetik und Wissenschaftslehre. Er verstand unter Noetik die Theorie der Denktätigkeit im Gegensatz zur Lehre vom Wollen, der „Theletik“. Die bekannteste Definition der Noetik stammt von Edmund Husserl. Er bestimmte sie als die Phänomenologie der Vernunft, die „das Vernunftbewusstsein einer intuitiven Erforschung unterzieht“.